# Czech Hockey Games 2024
Betano Hockey Games 2024 se konaly od 2. do 5. května 2024 v Brně. Turnaje se účastnily reprezentace Česka, Švýcarska, Finska a Švédska. Pět utkání se odehrálo v Winning Group Areně, v Brně. Zápas mezi Švédskem a Švýcarskem se odehrál v hale Stimo Arena v Klotenu.

## Zápasy
| 2. května 2024 18:00 | Česko | 1 : 4 (0:0, 0:2, 1:2) | Finsko | Winning Group Arena, Brno Návštěvnost: 7 312 |  |

| Report                                |                                       |                     | |                                                                                      |
| Lukáš Dostál                          | Lukáš Dostál                          | Brankáři            | Harri Säteri | Rozhodčí: Andreas Harnebring Michael Tscherrig Čároví: Daniel Hynek Dominik Schlegel |
| Kondelík (Stránský, D. Špaček) 56:51' | Kondelík (Stránský, D. Špaček) 56:51' | 0:1 0:2 0:3 1:3 1:4 | 29:01' Saarijärvi (Puistola, Jormakka) 38:54' Hyry (Puistola, Riikola) 47:33' Kapanen (Kaski, Puljujärvi) 59:38' Innala (Oksanen, Kapanen, do prázdné branky) | Rozhodčí: Andreas Harnebring Michael Tscherrig Čároví: Daniel Hynek Dominik Schlegel |
| 2 min                                 | 2 min                                 | Tresty              | 6 min | Rozhodčí: Andreas Harnebring Michael Tscherrig Čároví: Daniel Hynek Dominik Schlegel |
| 39                                    | 39                                    | Střely              | 16 | Rozhodčí: Andreas Harnebring Michael Tscherrig Čároví: Daniel Hynek Dominik Schlegel |

| 2. května 2024 19:45 | Švédsko | 2 : 1 (0:0, 0:0, 2:1) | Švýcarsko | Stimo Arena, Kloten Návštěvnost: 4 537 |  |

| Report                                               |                                                      |             |                 |                                                                          |
| Jesper Wallstedt                                     | Jesper Wallstedt                                     | Brankáři    | Reto Berra      | Rozhodčí: Martin Fraňo Kristian Vikman Čároví: Dario Fuchs Eric Cattaneo |
| Zetterlund (Sörensen) 51:28' Brodin (Friberg) 52:25' | Zetterlund (Sörensen) 51:28' Brodin (Friberg) 52:25' | 1:0 2:0 2:1 | 55:02' Thürkauf | Rozhodčí: Martin Fraňo Kristian Vikman Čároví: Dario Fuchs Eric Cattaneo |
| 0 min                                                | 0 min                                                | Tresty      | 2 min           | Rozhodčí: Martin Fraňo Kristian Vikman Čároví: Dario Fuchs Eric Cattaneo |
| 26                                                   | 26                                                   | Střely      | 29              | Rozhodčí: Martin Fraňo Kristian Vikman Čároví: Dario Fuchs Eric Cattaneo |

| 4. května 2024 12:00 | Švýcarsko | 1 : 3 (0:0, 0:2, 1:1) | Finsko | Winning Group Arena, Brno Návštěvnost: 4 519 |  |

| Report         |                |                 |                                                                              |                                                                         |
| Akira Schmid   | Akira Schmid   | Brankáři        | Emil Larmi                                                                   | Rozhodčí: Andreas Harnebring Jan Hribik Čároví: Lukáš Rampír Josef Špůr |
| Richard 50:51' | Richard 50:51' | 0:1 0:2 0:3 1:3 | 24:53' Puistola (Rindell) 33:20' Puistola (Puustinen) 48:46' Mattila (Kaski) | Rozhodčí: Andreas Harnebring Jan Hribik Čároví: Lukáš Rampír Josef Špůr |
| 6 min          | 6 min          | Tresty          | 4 min                                                                        | Rozhodčí: Andreas Harnebring Jan Hribik Čároví: Lukáš Rampír Josef Špůr |
| 36             | 36             | Střely          | 29                                                                           | Rozhodčí: Andreas Harnebring Jan Hribik Čároví: Lukáš Rampír Josef Špůr |

| 4. května 2024 16:00 | Česko | 0 : 2 (0:0, 0:0, 0:2) | Švédsko | Winning Group Arena, Brno Návštěvnost: 7 207 |  |

| Report      |             |          |                                                              |                                                                                       |
| Petr Mrázek | Petr Mrázek | Brankáři | Filip Gustavsson                                             | Rozhodčí: Michael Tscherrig Lassi Heikinnen Čároví: Lauri Nikulainen Dominik Schlegel |
|             |             | 0:1 0:2  | 41:34' Johansson (Friberg) 58:41' Nemeth (do prázdné branky) | Rozhodčí: Michael Tscherrig Lassi Heikinnen Čároví: Lauri Nikulainen Dominik Schlegel |
| 0 min       | 0 min       | Tresty   | 4 min                                                        | Rozhodčí: Michael Tscherrig Lassi Heikinnen Čároví: Lauri Nikulainen Dominik Schlegel |
| 35          | 35          | Střely   | 12                                                           | Rozhodčí: Michael Tscherrig Lassi Heikinnen Čároví: Lauri Nikulainen Dominik Schlegel |

| 5. května 2024 12:00 | Švédsko | 3 : 4 TS (0:1, 2:2, 1:0 – 0:0 – 0:1) | Finsko | Winning Group Arena, Brno Návštěvnost: 3 564 |  |

| Report        |               |          |              |                                                                                        |
| Samuel Ersson | Samuel Ersson | Brankáři | Harri Säteri | Rozhodčí: Antonín Jeřábek Michael Tscherrig Čároví: Miroslav Lhotský Michael Tscherrig |
| 8 min         | 8 min         | Tresty   | 10 min       | Rozhodčí: Antonín Jeřábek Michael Tscherrig Čároví: Miroslav Lhotský Michael Tscherrig |
| 32            | 32            | Střely   | 29           | Rozhodčí: Antonín Jeřábek Michael Tscherrig Čároví: Miroslav Lhotský Michael Tscherrig |

| 5. května 2024 16:00 | Česko | 1 : 2 (0:2, 0:0, 1:0) | Švýcarsko | Winning Group Arena, Brno Návštěvnost: 5 521 |  |

| Report                            |                                   |             |                                                              |                                                                                    |
| Lukáš Dostál                      | Lukáš Dostál                      | Brankáři    | Leonardo Genoni                                              | Rozhodčí: Andreas Harnebring Lassi Heikinnen Čároví: Lauri Nikulainen Petr Šimánek |
| Krejčík (R. Zohorna, Flek) 56:43' | Krejčík (R. Zohorna, Flek) 56:43' | 0:1 0:2 1:2 | 08:23' Simon (Herzog, Fora) 19:41' Thürkauf (Kurashev, Egli) | Rozhodčí: Andreas Harnebring Lassi Heikinnen Čároví: Lauri Nikulainen Petr Šimánek |
| 10 min                            | 10 min                            | Tresty      | 33 min                                                       | Rozhodčí: Andreas Harnebring Lassi Heikinnen Čároví: Lauri Nikulainen Petr Šimánek |
| 21                                | 21                                | Střely      | 16                                                           | Rozhodčí: Andreas Harnebring Lassi Heikinnen Čároví: Lauri Nikulainen Petr Šimánek |

## Tabulka
| Poř. | Tým       | Z | V | VP | PP | P | VG | OG | B |
| ---- | --------- | - | - | -- | -- | - | -- | -- | - |
| 1.   | Finsko    | 3 | 2 | 1  | 0  | 0 | 11 | 5  | 8 |
| 2.   | Švédsko   | 3 | 2 | 0  | 1  | 0 | 7  | 5  | 7 |
| 3.   | Švýcarsko | 3 | 1 | 0  | 0  | 2 | 4  | 6  | 3 |
| 4.   | Česko     | 3 | 0 | 0  | 0  | 3 | 2  | 8  | 0 |